# 春日井市少年自然の家
春日井市少年自然の家（かすがいししょうねんしぜんのいえ）は愛知県春日井市廻間町にある宿泊施設である。

## 概要
春日井市少年自然の家は、東経137度4分、北緯35度14分、標高185ｍにあり築水の森に囲まれている。野外活動や自然観察などを目的とした人々が利用する宿泊施設である。また個人による宿泊利用はできない(任意団体を構成すれば個人的な宿泊も可)が、自然の家が管理している森やアスレチックなどの散策は個人でも利用可能で、バードウォッチングや星の観察など自然の中で1日中遊ぶことができる。

## 歴史
愛知県自然環境保全審議会専門員が春日井市から築水の森に250名程度の人がはいる宿泊施設と、道路以外の自然を保護し、できるだけ自然を破壊しないように少年の教育の場所としてふさわしい開発工事を進めるにために、自然環境保全についての調査を依頼された。

## 利用時間
日帰り利用者の利用時間は午前8時30分から午後5時まで。宿泊利用者の場合は受付が午前8時30分から午後5時まで。宿泊室は午後1時から翌日の午前9時まで。常設テントは宿泊室と同様。アスレチックは受付と同様である。食堂は午前7時から午後7時まで。研修施設が午前8時30分から午後9時30分まで。野外ステージが午前8時30分から9時30分まで。入浴が午後6時から午後9時30分までである。
休所日は夏休み期間を除く月曜日と年末年始のほかに教育委員会が必要と認める日である。

## 施設
事務室、宿泊室、野外炊事上、食堂、プレイホール、野外ステージ、トリム施設・多目的広場

## 築水の森
春日井市の東部丘陵にあり雑木林でできている。築水の森は昔、近隣の農家の人々が生活するのに使用していた里山だったが、昭和30年代に石油が燃料の中心となったため、利用価値があまりなくなってしまった。築水の森は絶滅危惧種や貴重な植物があり、自然に恵まれている。名古屋の近くであり、さらに高蔵寺ニュータウンという全国でも有数の大規模団地が近くにありながらも美しい自然が残されている。

## 所在地
- 愛知県春日井市廻間町1102-1

## 交通アクセス
- 中央自動車道小牧東インターチェンジより車で15分
- 東名高速道路春日井インターチェンジより車で20分
- 名鉄バス 少年自然の家停留所より徒歩7分（0.6km）